# Oligoaeschna pyanan
Oligoaeschna pyanan är en trollsländeart som beskrevs av Syoziro Asahina 1951. Oligoaeschna pyanan ingår i släktet Oligoaeschna och familjen mosaiktrollsländor. Inga underarter finns listade i Catalogue of Life.